# Asperula trifida
Asperula trifida är en måreväxtart som beskrevs av Tomitaro Makino. Asperula trifida ingår i släktet färgmåror, och familjen måreväxter. Inga underarter finns listade i Catalogue of Life.